# Selección femenina de fútbol de la República Dominicana
La selección femenina de fútbol de República Dominicana es el equipo conformado por jugadoras de nacionalidad dominicana representativo de dicho país a través de la Federación Dominicana de Fútbol en las competiciones internacionales oficiales organizadas por la Confederación de Norteamérica, Centroamérica y el Caribe de Fútbol (Concacaf), y por la Federación Internacional de Fútbol Asociación (FIFA).

## Historia

### La primera generación
Los primeros esfuerzos para armar una selección dominicana de fútbol femenino iniciaron a finales del 2002 de la mano de la Federación Dominicana de Fútbol. El primer entrenador de la selección mayor lo fue Santiago Morel, y el primer torneo en el cual la selección participó fue el Clasificatorio a la Copa de Oro Femenina de la Concacaf de 2002. Para este proceso clasificatorio quedó en el Grupo 2 junto a Haití, Bahamas, y Santa Lucía a jugarse en el estadio Sylvio Cator de Puerto Príncipe. El primer partido competitivo fue un empate 2-2 contra su similar de Santa Lucía el 10 de julio. Luego llegaría una victoria 3-0 contra Bahamas, y una derrota 2-0 contra el local Haití, que dejaría fuera de la eliminatoria al conjunto criollo.  
El segundo y último torneo que dirigió Santiago Morel fue el clasificatorio al Preolímpico Femenino de Concacaf de 2004. En este proceso clasificatorio dominicana en un partido de ida y vuelta con Haití los días 31 de octubre y 2 de noviembre del 2003. Las haitianas vencieron dos veces a las dominicanas, en la ida 0-7, y en la vuelta 3-2. Ambos partidos se celebraron en el estadio Panamericano de la ciudad de San Cristóbal.

### La llegada de José Luis Elejalde
El cubano José Luis Elejalde  llegó en para tomar las riendas de la selección femenina mayor. Elejalde había sido mediocampista del equipo FC La Habana en la década de los 70, y además fue miembro del equipo de fútbol cubano que participó en los Juego Olímpicos de Montreal en 1976. El desembarco de Elejalde inauguró una época en la cual muchos técnicos cubanos llegaron para dirigir selecciones dominicanas.
En el proceso clasificatorio para la Copa de Oro Femenina de la Concacaf de 2006, la selección dominicana fue anfitriona del Grupo A de la CFU junto a Bermuda, Islas Vírgenes Estadounidenses e Islas Turcas y Caicos. Los partidos se celebraron en mayo del 2006, y las quisqueyanas ganaron los tres partidos con marcadores 3-1 a Bermuda e Islas Vírgenes Estadounidenses, y 5-0 a Turcas y Caicos, siendo líderes de grupo y pasando así a la segunda ronda a celebrarse en Trinidad y Tobago en septiembre. Allí vencieron a Surinam por marcador 2-0, pero cayeron derrotadas ante las anfitrionas de Trinidad y Tobago por marcador de 7-0 siendo así eliminadas.  
Para el proceso clasificatorio al Preolímpico Femenino de Concacaf de 2008 la selección fue nuevamente anfitriona. En esta ocasión formó parte del Grupo 2 en compañía de Cuba, Islas Vírgenes Británicas e Islas Vírgenes Estadounidenses. Celebrada en julio del 2007, esta ha sido la única fase de un torneo de selecciones mayores que se ha celebrado en el estadio del Parque del Este. Las quisqueyanas doblegaron fácilmente a Islas Vírgenes Británicas e Islas Vírgenes Estadounidenses por marcadores de 17-0 y 4-0 respectivamente, pero cayeron 1-2 ante Cuba, siendo eliminadas.

### La era de Sotolongo
El cubano Rufino Sotolongo tomó las riendas de la selección en 2011 contratado por 4 años por Fedofutbol. Sus 14 partidos competitivos dirigidos son el récord para un entrenador de la selección femenina. Su era estuvo marcada por varios logros como fueron la clasificación al Preolímpico Femenino de CONCACAF de 2012, y la participación en los Juegos Centroamericanos y del Caribe de Veracruz 2014. También durante su etapa se dieron los primeros pasos para integrar a la selección jugadoras formadas en el Estados Unidos, como Gladys Loyas, Paloma Pérez y Gabriella Sosa. 
El primer torneo fue el Clasificatorio al Preolímpico Concacaf 2012, la selección dominicana de nuevo fue anfitriona de su grupo que jugó sus partidos entre el 5 y el 9 de julio del 2011 en el estadio Panamericano. Compartían el grupo B con Dominica, Bermuda y Trinidad y Tobago. Vencieron a Dominica 3-0, luego a Bermuda 1-0 y en el último partido 1-0 a Trinidad y Tobago, ganando así su grupo y clasificando a una selección mayor de fútbol dominicano por primera vez en la historia a un torneo Preolímpico. Además fue la primera ocasión en la que una selección dominicana de fútbol mayor venció a su similar de Trinidad y Tobago. El torneo Preolímpico se jugó en Vancouver en Canadá en enero del 2012. La diferencia de nivel y preparación se notó mucho frente a rivales de mucho peso, y la selección sufrió duras derrotas antes Estados Unidos (14-0), México (7-0) y Guatemala (6-0). El equipo quedó en  último lugar entre los 8 equipos que participaron en el torneo.
En 2014 el estadio Panamericano fue sede del grupo en el camino al Premundial Femenino de Concacaf 2014. Para esta edición la Unión Caribeña de Fútbol realizó la Copa Femenina de la CFU. En la primera ronda de este evento junto a la selección dominicana estaban en el grupo 5 sus similares de Anguila (se retiraron antes de iniciar el torneo), Santa Lucía y Jamaica. La dominicanas vencieron fácilmente a Santa Lucía 7-0 el 18 de junio, pero perdieron 0-7 de Jamaica el día 22, quedando así eliminadas.
El buen de la selección femenina le valió para ser invitada al primero torneo de fútbol femenino de los Juegos Centroamericano y del Caribe. En este torneo la selección dominicana volvió a sufrir derrotas ante rivales claramente superiores, 0-1 ante Nicaragua, 2-6 frente a Venezuela y 1-6 ante Costa Rica. De nuevo la selección no pudo hacer nada frente a rivales de más peso en la región y tuvo el peor récord de las 8 selecciones participantes en el torneo.

### Saldaña toma brevemente el timón
Luego de pasar una buena parte del tiempo formando parte del banquillo que acompañaba a Rufino Sotolongo, el dominicano José Saldaña Cuevas fue nombrado como director técnico de la selección mayor femenina en el 2016. Saldaña solo dirigió un proceso con la selección mayor que fue el clasificatorio al Premundial Femenino Concacaf 2018. Para la primera ronda clasificatoria en la zona del Caribe la selección dominicana estuvo en el grupo A, junto a Cuba, Puerto Rico, Aruba y Anguila. El estadio Panamericano fue la sede de dicho grupo cuyos partidos se celebraron entre el 5 y 13 de mayo del 2018. 
En este torneo la selección dominicana inició muy mal, con una derrota 1-5 frente a Cuba, y posteriormente un pobre empate 0-0 contra Puerto Rico. A pesar de lograr victorias 3-0 ante Anguila y Aruba la selección quedó en tercer lugar del grupo, siendo así el peor desempeño de la selección en un clasificatorio a un Premundial. En este torneo se destacó el auspicioso debut de la joven Alyssa Oviedo, quien hizo 3 de los 6 goles de la selección.

### La comisión normalizadora designa a Zseremeta
En octubre del 2018 Osiris Guzmán fue suspendido por 10 años por la FIFA debido a irregularidades durante su gestión. La FIFA designó para regir el fútbol en República Dominicana una Comisión Normalizadora integrada por Manuel Luna, Francisco Lapouble, y Alfredo Baduí. Como parte de sus trabajos para la comisión designó al entrenador panameño Kenneth Zseremeta como director técnico de la selecciones nacionales femeninas. Zseremeta llegaba con un amplio currículo dirigiendo a la selecciones femeninas de  Panamá 2002-2007 y Venezuela 2008-2017. Con Venezuela logró el oro en los Juegos Centroamericanos y del Caribe 2010, un segundo lugar en los Juegos Bolivarianos 2009, y clasificó 3 veces al Mundial Femenino Sub-17.
El entrenador realizó un amplio programa de búsqueda de talento en el territorio nacional, y también coordinó un fuerte reclutamiento de jugadoras nacidas en Estados Unidos de padres dominicanos. Su convocatoria para el clasificatorio al Preolímpico de Concacaf  2019 incluyó hasta seis de estas jugadoras; Brienna Hallo, Gabriella Marte, Kristina García, Alicia Victoria, y las hermanas Jazlyn y Alyssa Oviedo. De estas solamente Alyssa ya había estado en la selección. Otras nacidas en Estados Unidos como Mia Asenjo, Nadia Colón y Giovanna Dionicio no fueron convocadas a la mayor, pero formaron parte de la selección sub-20 que participaría posteriormente en el Campeonato Femenino Sub-20 de la Concacaf de 2020.
El clasificatorio al Preolímpico de Concacaf  2019 la selección dominicana compartía el Grupo A de la zona del Caribe, junto a sus similares de San Cristóbal y Nieves, Aruba, Antigua y Barbuda, y Trinidad y Tobago quienes eran los anfitriones. La selección dominicana terminó invicta y sin permitir goles, pero los empates sin goles con San Cristóbal y Nieves en la primera fecha y Trinidad y Tobago en la última sentenciaron su suerte. Quedaron segundas de grupo detrás de las inesperadas triunfadoras de San Cristóbal y Nieves
Posteriormente en noviembre de ese mismo año. luego de muchos rumores en las redes sociales Kenneth Zseremeta dejaría la selección dominicana para dirigir la selección de Panamá. Las selecciones dominicanas quedaron a cargo del venezolano Diego Gutiérrez, quién dirigió la sub-20 en el Campeonato Femenino Sub-20 de la Concacaf de 2020, y de manera interina hizo lo mismo en dos partidos amistosos de la selección mayor contra Puerto Rico en febrero del 2021.

### Contratación de Benito Rubido
El 24 de junio del 2021 fue presentado José Benito Rubido Vidal como nuevo entrenador de la selección mayor femenina de fútbol. El español llegó al país para hacerse cargo por un año de la misma con miras en la fase clasificatoria al Mundial Femenino 2023. El primer reto de Rubido fue el Triangular Amistoso jugado en Panamá el 22 de junio , donde participaron las selecciones femeninas de Nicaragua y Panamá. La selección dominicana cayó derrotada 0-1 ante su similar de Nicaragua y fue doblegada
Durante esta etapa por primera vez se integraron jugadoras de ligas profesionales a la selección, lo cual ayudó a la misma a dar u nsalto de calidad. Esas jugadoras fueron Lucía Marte del Betis de España, Manuela Lareo del Espanyol de España, Brianne Reed del FC Nordsjælland de Dinamarca, Vanessa Kara del Louisville City FC de Estados Unidos, y Gabriella Cuevas del KuPS de Finlandia.  
La selección jugaría otros 4 partidos amistosos donde sacó resultados positivos. Primero derrotó a Bolivia 3-0 el 22 de octubre y empató 1-1 dos días después. En noviembre vencieron a Trinidad y Tobago por marcador 2-1 el día 26 y el día 30 empataron 1-1. Con esto se completaban 8 amistosos en año2021, lo cual superaba la cantidad de amistosos acumulados de la selección mayor femenina en la historia que era de apenas 6.
La fase competitiva iniciaba con el clasificatorio al Campeonato Femenino de la Concacaf de 2022. República Dominicana compartió el grupo C con las selecciones de Granada, Islas Caimán, Bermuda y Jamaica. Las ventanas para estos partidos fueron febrero y abril del 2022.La selección dominicaná doblegó a Granada 9-0, Islas Caimán 0-3 y Bermuda 1-0 en los primeros partidos del grupo. Sin embargo, Jamaica impuso su estampa de selección mundialista, venciéndoles 5-1 en Kingstown quedandosé con el liderato de grupo. Este sería el último partido dirigido por Rubido quién no renovaría contrato con la federación.

### Largo hiato y presentación de Henry Parra
La selección femenina mayor no tuvo seleccionador desde mayo del 2022 cuando se expiró el contrato de Rubido, hasta el 3 de marzo de 2023 el colombiano Henry Parra fue presentado. Esta larga espera por un entrenador congeló competitivamente a una selección que debido a esto duró un año sin jugar, lo cual fue un gran contraste frente .  
De inmediato se concertaron partidos amistosos con selecciones del área. El 6 y 9 de abril se jugaron dos partidos contra Panamá en su casa, ya que las canales querían celebrar su reciente clasificación al Mundial de Futbol Femenino 2023. Las panameñas vencieron a las quisqueyanas 1-0 y 4-3 en el estadio Rommel Fernández. En el mes de julio se visitó a Puerto Rico par una doble jornada de amistosos contras las boricuas el 13 y 16 de julio que culminaron en empates 1-1 y 0-0.

### La clasificación a la Copa Oro Femenina 2024
La selección dominicana, se preparaba para la clasificación a la Copa Oro Femenina del año 2024, donde al estar en la Liga "B" de la zona de Concacaf, debía ganar su grupo para alcanzar el repechaje que le permitiera acceder al torneo.
En su grupo se encontró con Bermudas, Barbados y San Vicente y las Granadinas.
En su primer partido, las dominicanas cayeron en su visita a Hamilton, con Bermudas por 2-0, sin embargo las victorias ante Barbados (4-0 en casa y 7-1 de visita), (8-0 y 4-0) ante San Vicente y las Granadinas, le permitían a la selección, llegar con oportunidad de avanzar al repechaje.
El 5 de diciembre en San Cristóbal, el equipo femenil dominicano derroto a Bermudas por 2-0, lo que significaba el repechaje a jugarse en febrero del 2024.
Ya en el repechaje, República Dominicana debía enfrentar a Guyana, el partido se llevó a cabo en Carson, Estados Unidos. Con gol de Kat González, dominicana ganó 1-0 y se clasificaba a la Copa Oro Femenina.

### La Copa Oro Femenina 2024
Después de ganar el repechaje, República Dominicana debía encarar el torneo en suelo estadounidense, donde quedó emparejado en el grupo A, con el equipo local del torneo, México y Argentina.
En su primer partido el 20 de febrero de 2024, ante Estados Unidos tuvo una actuación aceptable al caer por 5-0 tomando en cuenta que la única ocasión que ambos equipos se enfrentaron el resultado fue 14-0 para Estados Unidos en 2012, sin embargo en su segundo encuentro, las dominicanas fueron atropelladas por las mexicanas por 8-0. Finalmente cerraron su participación en el torneo con una nueva derrota por marcador de 3-0, en esta ocasión con Argentina.

## Seleccionadores
- Santiago Morel (2002 - 2004)
- José Luis Elejalde (2005 - 2007)
- Pablo Brea (2010)
- Rufino Sotolongo (2011 - 2015)
- José Saldaña (2016 - 2018)
- Kenneth Zseremeta (2019)
- Diego Gutiérrez (2021)
- Benito Rubido (2021 - 2022)
- Henry Parra (2023 - 2024)
- Betzaida Ubri (2025 - )

## Jugadoras

### Última convocatoria
Jugadoras convocadas para la Copa Oro Femenina de la Concacaf de 2024.
| No. | Pos. | Jugadora          | Fecha de nacimiento (edad)         | Apa. | Goles | Club                     |
| --- | ---- | ----------------- | ---------------------------------- | ---- | ----- | ------------------------ |
| 1   | POR  | Odaliana Gómez    | 19 de junio de 2004 (19 años)      | 6    | 0     | FIU Panthers             |
| 2   | DEF  | Alexa Pacheco     | 6 de noviembre de 2002 (21 años)   | 5    | 0     | Goldey–Beacom Lightning  |
| 3   | DEF  | Stella Tapia      | 15 de febrero de 2005 (19 años)    | 0    | 0     | Michigan Wolverines      |
| 4   | DEF  | Giovanna Dionicio | 20 de septiembre de 2001 (22 años) | 10   | 1     | Agente libre             |
| 5   | DEF  | Nadia Colón       | 8 de septiembre de 2002 (21 años)  | 10   | 0     | Rio Grande Valley        |
| 6   | DEL  | Yomerci Brito     | 11 de agosto de 2001 (22 años)     | 0    | 0     | 5 de Abril               |
| 7   | MED  | Winibian Peralta  | 19 de agosto de 1997 (26 años)     | 20   | 2     | Puerto Viejo F. C.       |
| 8   | DEL  | Dahien Cabrera    | 15 de agosto de 2000 (23 años)     | 2    | 1     | Edward Waters Tigers     |
| 9   | DEL  | Mía Asenjo        | 7 de marzo de 2003 (20 años)       | 4    | 4     | UCF Knights              |
| 10  | DEL  | Vanessa Kara      | 27 de noviembre de 1996 (27 años)  | 10   | 5     | Agente libre             |
| 11  | DEL  | Alyssa Oviedo     | 18 de agosto de 2000 (23 años)     | 11   | 7     | Agente libre             |
| 12  | POR  | Carolina Moreno   | 3 de diciembre de 2001 (22 años)   | 1    | 0     | Cibao FC                 |
| 13  | MED  | Keisla Gil        | 12 de julio de 2003 (20 años)      | 4    | 0     | Central Methodist Eagles |
| 14  | MED  | Lucía Marte León  | 14 de agosto de 1997 (26 años)     | 12   | 4     | Watford                  |
| 15  | MED  | Kat González      | 12 de julio de 2000 (23 años)      | 6    | 4     | Thisted                  |
| 16  | DEF  | Renata Mercedes   | 22 de octubre de 2007 (16 años)    | 2    | 0     | Taft Rhinos              |
| 17  | DEL  | Jazmin Jackson    | 24 de noviembre de 2004 (19 años)  | 4    | 4     | VCU Rams                 |
| 18  | DEF  | Claudia Alcántara | 28 de noviembre de 1999 (24 años)  | 3    | 0     | Fundación Eagles         |
| 19  | DEF  | Gabriella Cuevas  | 15 de agosto de 1993 (30 años)     | 14   | 2     | Agente libre             |
| 20  | POR  | Paloma Peña       | 20 de febrero de 2005 (19 años)    | 1    | 0     | Florida Gators           |
| 21  | MED  | Jaylen Vallecillo | 23 de abril de 2006 (17 años)      | 6    | 1     | East Meadow SC           |
| 22  | DEF  | Brianne Reed      | 2 de mayo de 1994 (29 años)        | 14   | 1     | Damaiense                |
| 23  | DEL  | Angelina Vargas   | 6 de julio de 2005 (18 años)       | 2    | 1     | Brown Bears              |

## Últimos partidos y próximos encuentros
Actualizado al último partido jugado el 26 de febrero de 2024
| Fecha      | Ciudad        | Local             | Resultado | Visitante         | Competición                  |
| ---------- | ------------- | ----------------- | --------- | ----------------- | ---------------------------- |
| 22-09-2023 | Hamilton      | Bermudas          | 2:0       | Rep. Dominicana   | Clas. Copa Oro Femenina 2024 |
| 26-09-2023 | Santo Domingo | Rep. Dominicana   | 3:0       | Barbados          | Clas. Copa Oro Femenina 2024 |
| 27-10-2023 | Kingstown     | San Vicente y Grn | 0:8       | Rep. Dominicana   | Clas. Copa Oro Femenina 2024 |
| 31-10-2023 | Santo Domingo | Rep. Dominicana   | 4:0       | San Vicente y Grn | Clas. Copa Oro Femenina 2024 |
| 01-12-2023 | Saint Michael | Barbados          | 1:7       | Rep. Dominicana   | Clas. Copa Oro Femenina 2024 |
| 05-12-2023 | San Cristóbal | Rep. Dominicana   | 2:0       | Bermudas          | Clas. Copa Oro Femenina 2024 |
| 17-02-2024 | Carson        | Rep. Dominicana   | 1:0       | Guyana            | Clas. Copa Oro Femenina 2024 |
| 20-02-2024 | Carson        | Estados Unidos    | 5:0       | Rep. Dominicana   | Copa Oro Femenina 2024       |
| 23-02-2024 | Carson        | México            | 8:0       | Rep. Dominicana   | Copa Oro Femenina 2024       |
| 26-02-2024 | Carson        | Rep. Dominicana   | 0:3       | Argentina         | Copa Oro Femenina 2024       |
| 29-05-2025 | Comayagua     | Honduras          | 2:4       | Rep. Dominicana   | Partido amistoso             |
| 01-06-2025 | Comayagua     | Honduras          | 1:0       | Rep. Dominicana   | Partido amistoso             |

## Estadísticas

### Copa Mundial Femenina de Fútbol
| Edición | Resultado               | Posición                | PJ                      | PG                      | PE                      | PP                      | GF                      | GC                      |
| ------- | ----------------------- | ----------------------- | ----------------------- | ----------------------- | ----------------------- | ----------------------- | ----------------------- | ----------------------- |
| 1991    | No existía la selección | No existía la selección | No existía la selección | No existía la selección | No existía la selección | No existía la selección | No existía la selección | No existía la selección |
| 1995    | No existía la selección | No existía la selección | No existía la selección | No existía la selección | No existía la selección | No existía la selección | No existía la selección | No existía la selección |
| 1999    | No existía la selección | No existía la selección | No existía la selección | No existía la selección | No existía la selección | No existía la selección | No existía la selección | No existía la selección |
| 2003    | No clasificó            | No clasificó            | No clasificó            | No clasificó            | No clasificó            | No clasificó            | No clasificó            | No clasificó            |
| 2007    | No clasificó            | No clasificó            | No clasificó            | No clasificó            | No clasificó            | No clasificó            | No clasificó            | No clasificó            |
| 2011    | No clasificó            | No clasificó            | No clasificó            | No clasificó            | No clasificó            | No clasificó            | No clasificó            | No clasificó            |
| 2015    | No clasificó            | No clasificó            | No clasificó            | No clasificó            | No clasificó            | No clasificó            | No clasificó            | No clasificó            |
| 2019    | No clasificó            | No clasificó            | No clasificó            | No clasificó            | No clasificó            | No clasificó            | No clasificó            | No clasificó            |
| 2023    | No clasificó            | No clasificó            | No clasificó            | No clasificó            | No clasificó            | No clasificó            | No clasificó            | No clasificó            |
| 2027    | Por disputarse          | Por disputarse          | Por disputarse          | Por disputarse          | Por disputarse          | Por disputarse          | Por disputarse          | Por disputarse          |
| Total   | 0/9                     | -                       | -                       | -                       | -                       | -                       | -                       | -                       |

### Juegos Olímpicos
| Edición | Resultado               | Posición                | PJ                      | PG                      | PE                      | PP                      | GF                      | GC                      |
| ------- | ----------------------- | ----------------------- | ----------------------- | ----------------------- | ----------------------- | ----------------------- | ----------------------- | ----------------------- |
| 1996    | No existía la selección | No existía la selección | No existía la selección | No existía la selección | No existía la selección | No existía la selección | No existía la selección | No existía la selección |
| 2000    | No existía la selección | No existía la selección | No existía la selección | No existía la selección | No existía la selección | No existía la selección | No existía la selección | No existía la selección |
| 2004    | No clasificó            | No clasificó            | No clasificó            | No clasificó            | No clasificó            | No clasificó            | No clasificó            | No clasificó            |
| 2008    | No clasificó            | No clasificó            | No clasificó            | No clasificó            | No clasificó            | No clasificó            | No clasificó            | No clasificó            |
| 2012    | No clasificó            | No clasificó            | No clasificó            | No clasificó            | No clasificó            | No clasificó            | No clasificó            | No clasificó            |
| 2016    | No clasificó            | No clasificó            | No clasificó            | No clasificó            | No clasificó            | No clasificó            | No clasificó            | No clasificó            |
| 2020    | No clasificó            | No clasificó            | No clasificó            | No clasificó            | No clasificó            | No clasificó            | No clasificó            | No clasificó            |
| 2024    | No clasificó            | No clasificó            | No clasificó            | No clasificó            | No clasificó            | No clasificó            | No clasificó            | No clasificó            |
| Total   | 0/8                     | -                       | -                       | -                       | -                       | -                       | -                       | -                       |

### Campeonato Femenino de la Concacaf
| Edición | Resultado               | Posición                | PJ                      | PG                      | PE                      | PP                      | GF                      | GC                      |
| ------- | ----------------------- | ----------------------- | ----------------------- | ----------------------- | ----------------------- | ----------------------- | ----------------------- | ----------------------- |
| 1991    | No existía la selección | No existía la selección | No existía la selección | No existía la selección | No existía la selección | No existía la selección | No existía la selección | No existía la selección |
| 1993    | No existía la selección | No existía la selección | No existía la selección | No existía la selección | No existía la selección | No existía la selección | No existía la selección | No existía la selección |
| 1994    | No existía la selección | No existía la selección | No existía la selección | No existía la selección | No existía la selección | No existía la selección | No existía la selección | No existía la selección |
| 1998    | No existía la selección | No existía la selección | No existía la selección | No existía la selección | No existía la selección | No existía la selección | No existía la selección | No existía la selección |
| 2000    | No existía la selección | No existía la selección | No existía la selección | No existía la selección | No existía la selección | No existía la selección | No existía la selección | No existía la selección |
| 2002    | No clasificó            | No clasificó            | No clasificó            | No clasificó            | No clasificó            | No clasificó            | No clasificó            | No clasificó            |
| 2006    | No clasificó            | No clasificó            | No clasificó            | No clasificó            | No clasificó            | No clasificó            | No clasificó            | No clasificó            |
| 2010    | No clasificó            | No clasificó            | No clasificó            | No clasificó            | No clasificó            | No clasificó            | No clasificó            | No clasificó            |
| 2014    | No clasificó            | No clasificó            | No clasificó            | No clasificó            | No clasificó            | No clasificó            | No clasificó            | No clasificó            |
| 2018    | No clasificó            | No clasificó            | No clasificó            | No clasificó            | No clasificó            | No clasificó            | No clasificó            | No clasificó            |
| 2022    | No clasificó            | No clasificó            | No clasificó            | No clasificó            | No clasificó            | No clasificó            | No clasificó            | No clasificó            |
| Total   | 0/11                    | -                       | -                       | -                       | -                       | -                       | -                       | -                       |

### Copa Oro Femenina de la Concacaf
| Edición | Resultado      | Posición | PJ | PG | PE | PP | GF | GC |
| ------- | -------------- | -------- | -- | -- | -- | -- | -- | -- |
| 2024    | Fase de grupos | 12.º     | 3  | 0  | 0  | 3  | 0  | 12 |
| Total   | 1/1            | 12.º     | 3  | 0  | 0  | 3  | 0  | 12 |

## Selecciones juveniles
- Selección femenina de fútbol sub-20 de la República Dominicana
- Selección femenina de fútbol sub-17 de la República Dominicana